# Leivinha
João Leiva Campos Filho, ismertebb nevén: Leivinha (Novo Horizonte, 1949. szeptember 11. –) brazil válogatott labdarúgó.

## Pályafutása

### Klubcsapatban
Pályafutása során játszott a Portuguesa a Palmeiras, az Atlético Madrid és a São Paulo csapataiban. A Palmeiras színeiben kétszer nyerte meg a Paulista állami bajnokságot: 1972-ben és 1974-ben, és ugyanennyiszer a brazil bajnokságot: 1972-ben és 1973-ban. Az Atlético tagjaként 1976-ban spanyol kupát, 1977-ben spanyol bajnoki címet szerzett.

### A válogatottban
1972 és 1974 között 21 alkalommal szerepelt a brazil válogatottban és 7 gólt szerzett. Részt vett az 1974-es világbajnokságon.

## Sikerei, díjai
Palmeiras
- Paulista bajnok (2): 1972, 1974
- Brazil bajnok (2): 1972, 1973

Atlético Madrid
- Spanyol bajnok (1): 1976–77
- Spanyol kupa (1): 1975–76

## Külső hivatkozások
- Leivinha – a FIFA adatbázisában
- Leivinha adatlapja a National-Football-Teams.com oldalon (angolul)

- Leivinha (angol nyelven). BDFutbol.com
- Leivinha (angol nyelven). FootballDatabase.eu